# Епізоди телесеріалу «Комісар Рекс» (шостий сезон)
| №  | Оригінальна назва          | Українська назва           | Дата показу     |
| -- | -------------------------- | -------------------------- | --------------- |
| 1  | Vollgas                    | Повний газ                 | 16 лютого 2000  |
| 2  | Kinder auf der Flucht      | Діти-втікачі               | 1 березня 2000  |
| 3  | Baby in Gefahr             | Дитина в небезпеці         | 8 березня 2000  |
| 4  | Telefonterror              | Телефонний терор           | 15 березня 2000 |
| 5  | Eiskalt                    | Крижаний холод             | 22 березня 2000 |
| 6  | Brudermord                 | Братовбивство              | 29 березня 2000 |
| 7  | Tödliches Tarot            | Смертельні таро            | 5 квітня 2000   |
| 8  | Der Vollmondmörder         | Місячний вбивця            | 12 квітня 2000  |
| 9  | Ein Toter kehrt zurück     | Повернення мерця           | 19 квітня 2000  |
| 10 | Tod per Internet           | Смерть в Інтернеті         | 26 квітня 2000  |
| 11 | Jagd nach dem ewigen Leben | У гонитві за вічним життям | 3 травня 2000   |
| 12 | Das Millionenpferd         | Кінь вартістю мільйон      | 10 травня 2000  |

## Повний газ
Герберт Бауманн знайдений мертвим в своєму офісі. Він був невиліковно хворий на рак, його діагноз і знайдений поруч пістолет вказують на самогубство. Однак доктор Граф при розтині виявляє докази того, що Герберта вбили.

## Діти-втікачі
Поки Каті і Клаус були на прогулянці, п'яний батько застрелив їх маму. Їм доводиться втекти з будинку, тому що він збирається вбити і їх, а потім накласти на себе руки.

## Дитина в небезпеці
Ніна готується до повернення в оперу після смерті свого коханого в результаті нещасного випадку. Разом зі своєю маленькою донькою вона намагається повернутися до нормального життя, але дитину раптово викрадають. Чи зможуть Алекс і Рекс знайти і повернути її нещасній матері?

## Телефонний терор
В автомобільній катастрофі гине жінка, все вказує на самогубство. Але коли Алекс допитує її чоловіка, той зізнається, що останнім часом дружина отримувала телефонні дзвінки з погрозами.

## Крижаний холод
Під час хокейного матчу один з гравців падає і вмирає. У кишені загиблого Алекс знаходить шприц з інсуліном. Ця смерть не випадкова, але чи вдасться Алексу і Рексу зловити вбивцю?

## Братовбивство
Знайдено обгорілий труп. За розслідування беруться Алекс з Рексом. Вони ще не знають, що жертвою став багатій Ганс Томек. Він заробив свої статки в Америці і нещодавно повернувся на батьківщину. Але вдома Ганса чекав його брат-близнюк, що зважився на вбивство в надії на краще життя.

## Смертельні таро
Жінка загинула, випавши з вікна офісного будинку. Щоб з'ясувати обставини її смерті, Алексу і Рексу потрібно сходити до ворожки, адже саме вона дала жінці карту таро "Смерть".

## Місячний вбивця
У Відні орудує серійний маніяк, який вбиває жінок кожний повний місяць. Щоб зловити злочинця, Алекс вистежує його на кладовищі, де той закопує чергове тіло. Однак наступного ранку в місті знаходять нову жертву.

## Повернення мерця
Кунц повинен розслідувати смерть колишнього колеги. Коли слідство заходить у глухий кут, Алексу і Рексу доводиться спуститися в віденські підвали, щоб там знайти розгадку.

## Смерть в Інтернеті
Чоловік реєструється в інтернеті на сайті знайомств, а три місяці по тому його знаходять мертвим. У Алекса не вистачає доказів, і щоб розкрити вбивство, він теж реєструється на цьому сайті, готуючись до першої зустрічі.

## У гонитві за вічним життям
У Відні проходить виставка на честь відомого вченого-ботаніка 19 століття. Після виставки доглядача музею при Національній Бібліотеці Відня і нащадка вченого знаходять вбитими. Ходили чутки, що вченому вдалося знайти рецепт еліксиру молодості, тому вбивцею міг стати той, хто за будь-яку ціну хотів роздобути цей рецепт.

## Кінь вартістю мільйон
У кінному клубі знаходять два трупи: працівника клубу та призового коня. Незабаром після цього викрадають іншого призового коня. Після проведення розтину доктор Граф повідомляє Алексу, що чоловік загинув не в результаті нещасного випадку - його вбили.